# 豪尔赫·路易斯·平托
豪尔赫·路易斯·平托·阿法纳德（西班牙語：Jorge Luis Pinto Afanador，1952年12月16日—）是一位哥伦比亚籍足球教练，曾为哥倫比亞國家足球隊、哥斯达黎加国家足球队主教练。

## 执教生涯
由于哥斯达黎加队在2006年德国世界杯预选赛上的糟糕表现，平托于2005年被辞退，回到了哥伦比亚。他开始执教库库塔队，一只刚刚晋级的球队，后来他带领这支球队赢得了其史上第一个联赛冠军。
2007年平托成为哥伦比亚国家足球队主教练，不久，因为球队在南非世界杯资格赛对阵乌拉圭、智利和2007年美洲金杯的不佳表现，他的工作受到了公众舆论的严厉批评。后来，平托带领哥伦比亚国家足球队获得10分，处于第三，但由于球队低迷的表现，最终哥伦比亚以第七名的成绩无缘2010年南非世界杯。平托随后被哥伦比亚国家足球队辞退。
2011年路易斯·平托再次入主哥斯达黎加国家足球队，并带队杀入2014年巴西世界杯。世界杯上，球队在小组赛中击败乌拉圭和意大利，提前出线，后来与英格兰打为平手。八分之一决赛中击败希腊，晋级八强，创造了哥斯达黎加在世界杯上的最好成绩。